# Alejandro Diz
Alejandro Diz, född 26 mars 1965, är en argentinsk före detta volleybollspelare.
Diz blev olympisk bronsmedaljör i volleyboll vid sommarspelen 1988 i Seoul.